# 重蔵神社
重蔵神社（じゅうぞうじんじゃ）は、石川県輪島市河井町にある神社。

## 概要
輪島市の市街地に位置する。
祭神は、出雲から能登へ来臨し、同地を平定したとされる大国主の父天之冬衣命と、因幡の白兎で有名な心優しい大国主命。
式内社の鳳至比古神社、あるいは辺津比咩神社の論社の1つである。

## 歴史
- 社伝によれば創建は崇神天皇の治世（紀元前1世紀）と伝わる。
- 1918年（大正7年）県社となる。
- 2024年（令和6年）、能登半島地震により被災。2007年（平成19年）の能登半島地震でも倒壊し4年前に再建したばかりだった鳥居が再び倒壊するなど[1]、大きな被害が出た。

## 祭神
主祭神
- 天冬衣命（あめのふゆきぬのみこと）
- 大国主命（おおくにぬしのみこと）

相殿神
- 五男神
  - 正哉吾勝々速天忍穗耳命（まさかあかつかちはやひあまのおしほみみのみこと）
  - 天之菩卑能命（あめのほひのみこと）
  - 天津日子根命（あまつひこねのみこと）
  - 活津日子根命（いくつひこねのみこと）
  - 熊野久須毘命（くまののくすびこのみこと）

- 三女神（宗像三女神）
  - 多紀理比売命（たぎりひめのみこと）
  - 市杆嶋比売命（いちきしまひめのみこと）
  - 田寸津比売命（たぎつひめのみこと）

## 文化財
重要文化財
- 木造菩薩面（東京国立博物館に寄託）平安末期～鎌倉初期作の行道面。1900年（明治33年）に国宝指定され、1950年（昭和25年）に重要文化財に再指定される。[4][5]

県指定無形民俗文化財
- 如月祭のお当行事 附 お当行事関係文書9点[6]

旧本殿は1906年（明治39年）に古社寺保存法に基づく特別保護建造物（現行法の重要文化財に相当）に指定されたが、1910年（明治43年）の輪島大火で焼失した。